# Encyocratella olivacea
Encyocratella olivacea là một loài nhện trong họ Theraphosidae.
Loài này thuộc chi Encyocratella. Encyocratella olivacea được Embrik Strand miêu tả năm 1907.